# جنگل‌زدایی در مالزی

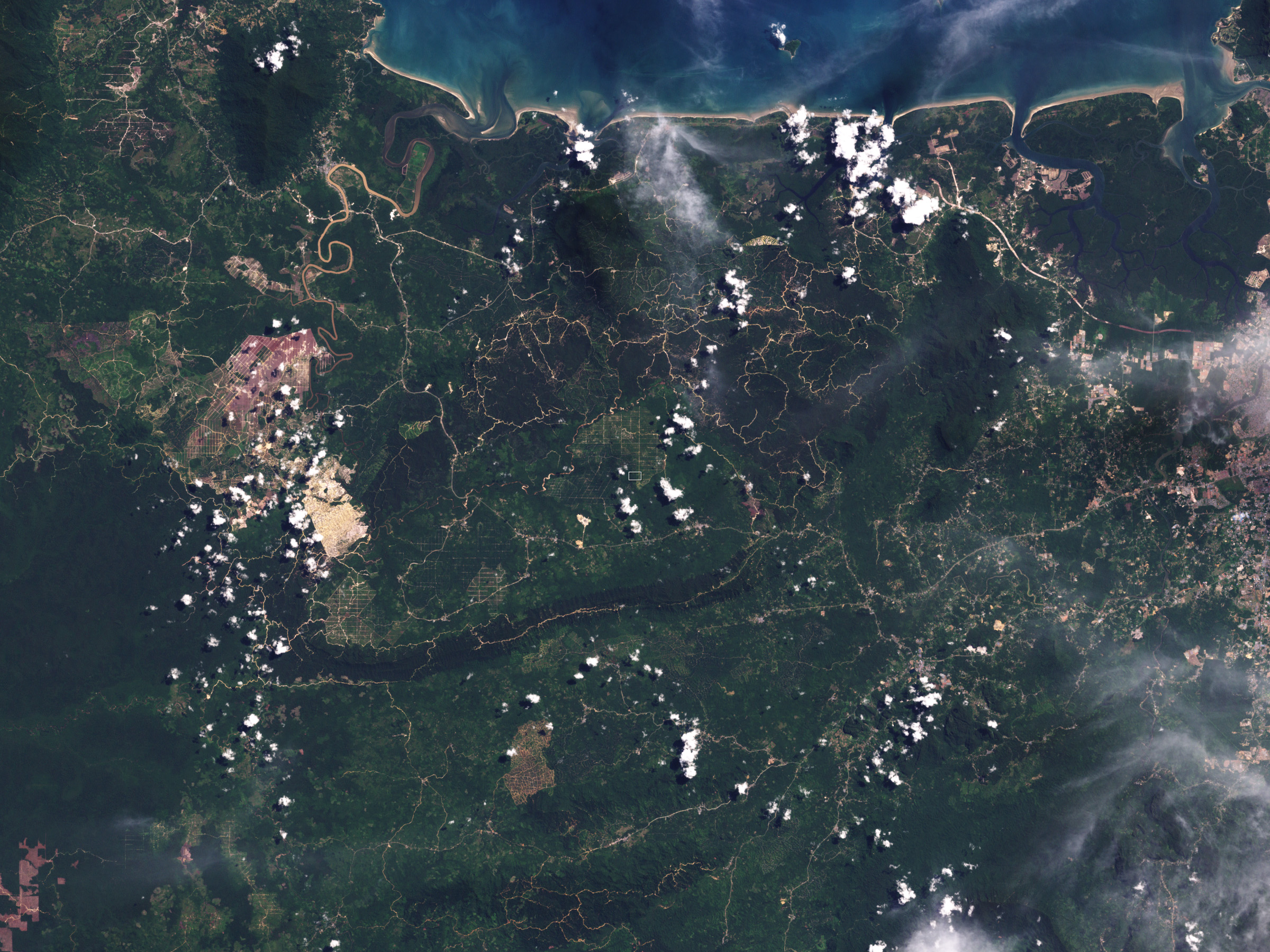
این تصویر، گستردگی تغییر پوشش اراضی در کل منطقه را نشان می‌دهد.

جنگل‌زدایی در مالزی (انگلیسی: Deforestation in Malaysia) یک معضل اساسی زیست‌محیطی در کشور است. در بین سال‌های ۱۹۹۰ تا ۲۰۱۰، برآورد شده‌است که ۸٫۶ درصد از پوشش جنگل یا حدود ۱٬۹۲۰٬۰۰۰ هکتار (۴٬۷۰۰٬۰۰۰ جریب فرنگی) از جنگل‌های مالزی از بین رفته‌است. قطع درختان برای استفاده تجاری و نابود سازی اراضی جنگلی، به‌طور خاص برای حوزه روغن پالم می‌باشد که سهم قابل توجه‌ای در اقتصاد مالزی دارد. هر چند این کشور با تنوع‌زیستی بسیار زیاد، تلاش‌هایی را برای حفظ مساحت تحت پوشش جنگل مالزی و کاهش میزان جنگل‌زدایی انجام داده‌است.

## پس‌زمینه
مالزی در سال ۱۹۵۷، استقلال خود از بریتانیا را اعلام کرد و در سال ۱۹۶۳ کشور کنونی تشکیل گردید. از آن هنگام، رشد اقتصادی درخور توجهی داشته است که بخش زیادی از آن را می‌توان به صنایع مرتبط با جنگل این کشور، منتسب داد.